# Escola Superior Agrária de Bragança
A Escola Superior Agrária de Bragança (ESA) é uma entidade de ensino superior politécnico localizada em Bragança, Portugal, pertencente ao Instituto Politécnico de Bragança, que ministra cursos distribuídos em três níveis de formação, todos em conformidade com as premissas de Bolonha:
- Cursos Técnicos Superiores Profissionais  (CTeSP);
- Cursos de Licenciatura;
- Cursos de Mestrado.

As formações fornecidas pela ESA assentam essencialmente em três vectores fundamentais:
- Qualidade do corpo docente, do qual fazem parte 56 Doutores de um total de 83 docentes,
- Infra-estruturas de vanguarda, destacando-se o equipamento que apetrecha, quer os laboratórios orientados para aulas, quer os orientados para a investigação;
- qualidade dos funcionários que suportam a actividade funcional da Escola.

Frequentam a ESA cerca de 1050 alunos, distribuídos pelas diversas licenciaturas em funcionamento, utilizando um edifício central com 10 400 m2 incluindo salas para aulas teóricas, salas de informática, espaços laboratoriais para ensino, investigação e apoio à comunidade, bibliotecas e outros equipamentos. As Tecnologias de Informação e Comunicação (TICs) são uma constante no dia a dia de alunos, funcionários e docentes, destacando-se uma infra-estrutura de rede sem fios que permite uma mobilidade total aos utilizadores dentro do Campus e de Universidades aderentes à rede e-U.
A ESA está inserida num ambicioso programa de cooperação com instituições nacionais e internacionais nos domínios de mobilidade de alunos e docentes e apoio a instituições congéneres de países de expressão portuguesa.

## História
A instalação da Escola Superior Agrária de Bragança deu-se em 1983 tendo as actividades lectivas começado no ano lectivo de 1986/87.

## Localização
A ESA situa-se em Bragança, Cidade de Trás-os-Montes e Alto Douro, capital de distrito e sede de concelho.

## Infra-estruturas
A ESA dispõe de infra-estruturas pedagógico-científicas; agro-pecuárias e de apoio aos trabalhos de campo.
Este conjunto de infra-estruturas dispõe de uma área de construção de 11.903 m2, dos quais 10.921 m2 se destinam às actividades pedagógicas e científicas, de que resulta uma superfície por aluno da ordem dos 12,0 m2.
A biblioteca ocupa 627,23 m2, onde estão incluídas as salas de leitura e de estudo. Localizam-se na sua totalidade na Quinta de Santa Apolónia que compreende, ainda, uma área envolvente de 50.000 m2 repartida por espaços verdes, parques de estacionamento e arruamentos.
As infra-estruturas agro-pecuárias e de apoio aos trabalhos de campo ocupam uma superfície total de 5.652,5 m2, repartida pelas várias Unidades de Experimentação Agro-Pecuária.: a Quinta de Santa Apolónia; a Quinta do Pinheiro Manso; a Quinta do Poulão.
As Estufas e Arboreto instaladas numa área total de 6,5ha, incluem duas estufas de produção, duas estufas de enraizamento/germinação, uma de produção/aclimatação, climatizadas e uma casa de sombra.